# Hexatoma semilimpida
Hexatoma semilimpida är en tvåvingeart som först beskrevs av Enrico Adelelmo Brunetti 1911.  Hexatoma semilimpida ingår i släktet Hexatoma och familjen småharkrankar. Inga underarter finns listade i Catalogue of Life.